# Vidovići (Bosansko Grahovo)
Vidovići es un pueblo ubicado en el municipio de Bosansko Grahovo, en el cantón 10, Bosnia y Herzegovina.

## Superficie
Posee una superficie de 8,03 kilómetros cuadrados.

## Demografía
Hasta 2013 la población era de 18 habitantes, con una densidad de población de 2,2 habitantes por kilómetro cuadrado.